# 1963-as Formula–1 német nagydíj
Az 1963-as Formula–1-es világbajnokság hatodik futama a német nagydíj volt.

## Futam
A Nürburgringen Clark ismét uralta az időmérőt, bár Surtees közel került hozzá. Az első sor a BRM-motorral, de a Scuderia Centro Sud magáncsapat színeiben induló Lorenzo Bandinivel egészült ki, aki a gyári alakulat versenyzőjénél, Graham Hillnél is gyorsabb volt. A második sort Bruce McLaren, Richie Ginther és Willy Mairesse szerezte meg. Innes Ireland az időmérő előtti edzésen balesetezett BRP-BRM autójával, és csak a tizenegyedik pozícióból kezdhette meg a futamot.
A rajt után Clark az élre állt, de még az első körben hiba történt a motorral. Ginther átvette tőle a vezetést, Surtees pedig feljött a második helyre. A 2. körben Ginther BRM-jének meghibásodott a váltója, s visszaesett Surtees, Clark, Hill és McLaren mögé. Ugyanebben a körben Mairesse nagyot karambolozott a Flugplatznál, ami egy mentős életébe került, ő maga pedig komoly karsérülést szenvedett, ami Formula–1-es pályafutásának a végét jelentette. Egy körrel később McLaren ugyanott karambolozott, miután elvesztette uralmát a kormány felett. A hatalmas ütközéstől megsérült a térde. Graham Hill váltóhiba miatt kiállni kényszerült. Bár Clark folytatta a harcot a vezetésért Surteesszel, a Lotus gyújtása fokozatosan kihagyott, és a skót elkezdett visszaesni. Ennek következtében Ginther a harmadik, míg Tony Maggs a negyedik helyre lépett előre. Mivel a Cooper pilótája motorhibával küszködött, és hátraesett, ezért Jo Siffert vette át a negyedik pozíciót, amíg a differenciálmű meghibásodása miatt kiállni nem kényszerült. Tőle Gerhard Mitter örökölte meg a negyedik helyet egy régi Porschéval. Surtees megnyerte a versenyt, két év után megszerezve a Ferrari első győzelmét.
|         | Rsz. | Versenyző               | Csapat         | Körök | Idő/Kiesések                       | Start | Pontok |
| ------- | ---- | ----------------------- | -------------- | ----- | ---------------------------------- | ----- | ------ |
| 1       | 7    | John Surtees            | Ferrari        | 15    | 2:13:06,8                          | 2     | 9      |
| 2       | 3    | Jim Clark               | Lotus-Climax   | 15    | + 1:17,5                           | 1     | 6      |
| 3       | 2    | Richie Ginther          | BRM            | 15    | + 2:44,9                           | 6     | 4      |
| 4       | 26   | Gerhard Mitter          | Porsche        | 15    | + 8:11,5                           | 15    | 3      |
| 5       | 20   | Jim Hall                | Lotus-BRM      | 14    | + 1 kör                            | 16    | 2      |
| 6       | 16   | Jo Bonnier              | Cooper-Climax  | 14    | + 1 kör                            | 12    | 1      |
| 7       | 9    | Jack Brabham            | Brabham-Climax | 14    | + 1 kör                            | 8     |        |
| 8       | 4    | Trevor Taylor           | Lotus-Climax   | 14    | + 1 kör                            | 18    |        |
| 9       | 18   | Jo Siffert              | Lotus-BRM      | 10    | Differenciálmű                     | 9     |        |
| 10      | 28   | Bernard Collomb         | Lotus-Climax   | 10    | + 5 kör                            | 21    |        |
| Kiesett | 17   | Carel Godin de Beaufort | Porsche        | 9     | Kerék                              | 17    |        |
| Kiesett | 6    | Tony Maggs              | Cooper-Climax  | 7     | Motorhiba                          | 10    |        |
| Kiesett | 10   | Dan Gurney              | Brabham-Climax | 6     | Váltó                              | 13    |        |
| Kiesett | 22   | Mário de Araújo Cabral  | Cooper-Climax  | 6     | Váltó                              | 20    |        |
| Kiesett | 24   | Ian Burgess             | Scirocco-BRM   | 5     | Kormánykerék                       | 19    |        |
| Kiesett | 23   | Tony Settember          | Scirocco-BRM   | 5     | Baleset                            | 22    |        |
| Kiesett | 5    | Bruce McLaren           | Cooper-Climax  | 3     | Baleset                            | 5     |        |
| Kiesett | 1    | Graham Hill             | BRM            | 2     | Váltó                              | 4     |        |
| Kiesett | 21   | Chris Amon              | Lola-Climax    | 1     | Baleset                            | 14    |        |
| Kiesett | 8    | Willy Mairesse          | Ferrari        | 1     | Baleset                            | 7     |        |
| Kiesett | 14   | Innes Ireland           | Lotus-BRM      | 1     | Baleset                            | 11    |        |
| Kiesett | 15   | Lorenzo Bandini         | BRM            | 0     | Baleset                            | 3     |        |
| NK      | 29   | André Pilette           | Lotus-Climax   |       |                                    |       |        |
| NK      | 25   | Ian Raby                | Gilby-BRM      |       |                                    |       |        |
| NK      | 30   | Tim Parnell             | Lotus-Climax   |       |                                    |       |        |
| NK      | 27   | Kurt Kuhnke             | Lotus-Borgward |       |                                    |       |        |
| Vi      | 11   | Phil Hill               | ATS            |       | Szállítás közben megsérült az autó |       |        |
| Vi      | 12   | Giancarlo Baghetti      | ATS            |       | Szállítás közben megsérült az autó |       |        |
| Vi      | 19   | Masten Gregory          | Lotus-BRM      |       | Nem volt kész az autó              |       |        |

## Statisztikák
Vezető helyen:
- Richie Ginther: 1 (1)
- John Surtees: 13 (2-3 / 5-15)
- Jim Clark: 1 (4)

John Surtees 1. győzelme, 4. leggyorsabb köre, Jim Clark 11. pole-pozíciója.
- Ferrari 36. győzelme.